# Sporidesmium lobatum
Sporidesmium lobatum är en svampart som beskrevs av Berk. & Broome 1866. Sporidesmium lobatum ingår i släktet Sporidesmium, ordningen Pleosporales, klassen Dothideomycetes, divisionen sporsäcksvampar och riket svampar.   Inga underarter finns listade i Catalogue of Life.